# Great Corby
Great Corby – wieś w Anglii, w Kumbrii, w dystrykcie (unitary authority) Cumberland. Leży 9 km na wschód od miasta Carlisle i 416 km na północny zachód od Londynu. W 2015 miejscowość liczyła 537 mieszkańców.